# 竹屋 (味噌製造)
株式会社竹屋（たけや、英: TAKEYA MISO Co., Ltd. ）は、長野県諏訪市に本社を置く味噌製造メーカー。
一般には「タケヤみそ」で親しまれている。CMのキャッチフレーズは「ひと味ちがいます。」。マスコットキャラクターは椀の形をした「おわんくん」。

## 沿革
- 1872年（明治5年） - 創業。
- 1930年（昭和5年） - 諏訪市湖岸通り二丁目3番17号の現在地に本社・工場を移転。
- 1968年（昭和43年） - CMキャラクターに女優の森光子を起用。一時中断を経て40年間「タケヤみその顔」として親しまれていた。
- 1970年（昭和45年） - 松本市南松本二丁目16番22号に松本工場を新設し2工場体制となる。
- 2022年（令和4年） - 創業150周年を迎える。

## 営業所
- 東京営業所　東京都調布市染地1丁目27-2
- 関西営業所　大阪市都島区都島本通3丁目5-3

## 工場
- 諏訪工場　長野県諏訪市湖岸通り2丁目3-17
  - 工場見学は平日のみ、来場「3日以上前」に要事前予約。（電話又はホームページの予約フォーム）
- 松本工場　長野県松本市南松本2丁目16-22

## タケヤ味噌会館

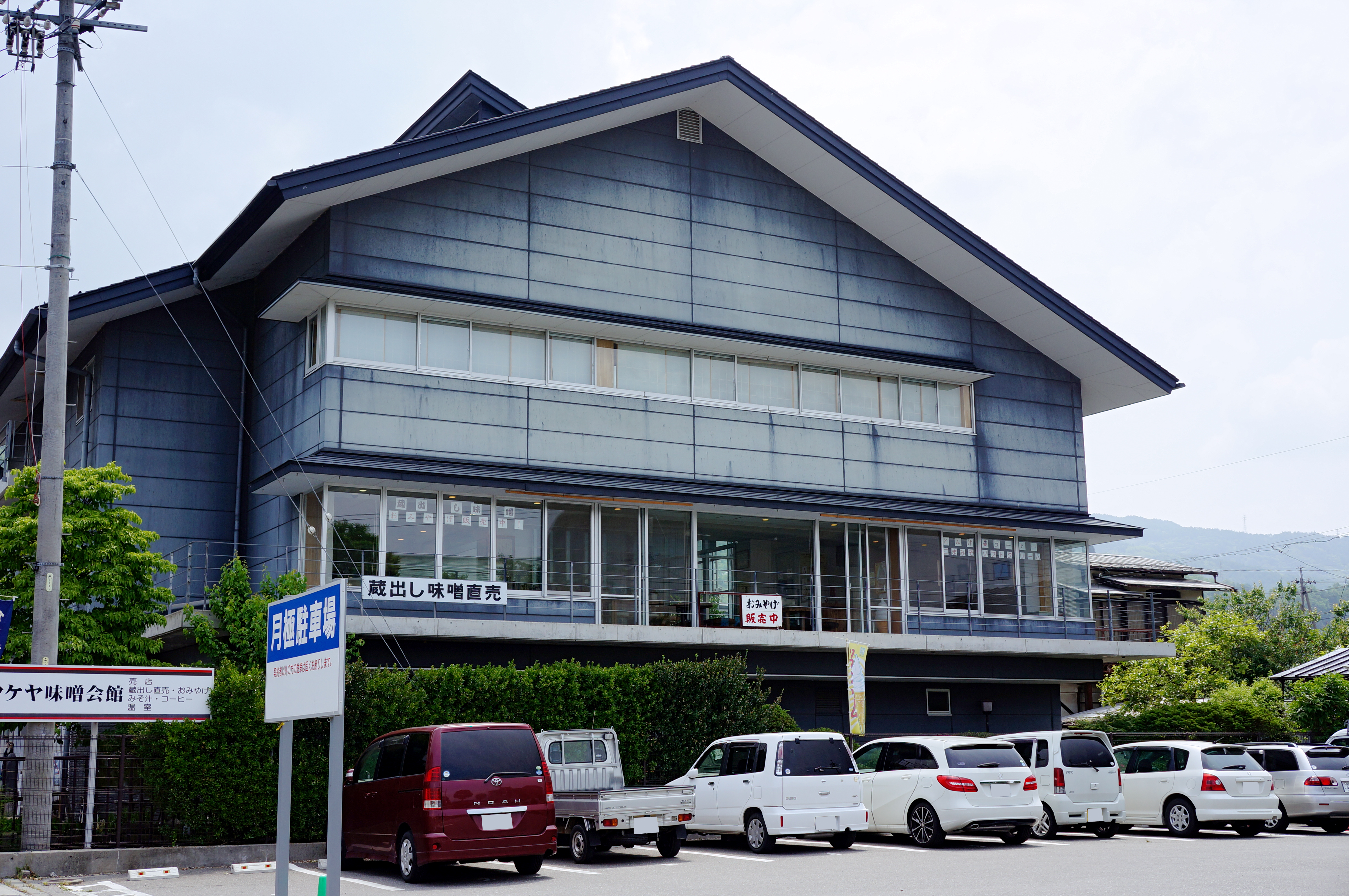
タケヤ味噌会館

諏訪の味噌工場の敷地に併設された施設。2001年に開館し、創業当時に使用していた味噌造りに関する展示説明がある。
- タケヤみそに関する美術品（森光子の肖像画等）の展示室。
- 美術サークル等の企画展が行われるコーナー。
- 物品販売コーナー。
- 喫茶コーナー。メインは「味噌ラーメン」「豚汁」「ごまみそソフトクリーム」など。
- 営業日　年中無休（土曜・日曜・祝日も営業）
- 営業時間　9:30 - 16:30

## 主な商品
- 特醸みそ（レギュラータイプ）
- 塩ひかえめ
- さらに塩ひかえめ
- 減塩みそ
- 名人のみそ